# 仲川輝人
仲川輝人（1992年7月27日—），日本足球運動員，司職前鋒，現效力日職球隊FC東京，日本國家足球隊成員。

## 俱樂部生涯
1992年出生的仲川辉人自幼喜爱足球，出生于川崎市的他从小就加入了川崎前锋的青训。
从小学到高中，仲川辉人在川崎前锋的少年队，川崎前鋒U15队和川崎前鋒U18队分别效力。作为川崎前锋青训的球员，仲川辉人在2011年升入专修大学，并作为学校足球部的主力选手在关东地区大学甲级联赛中。2013年，当时大学三年级的仲川辉人成为了联赛的射手王，并成功入选了在俄罗斯喀山舉行的2013年夏季世界大學運動會日本队的參赛名单，并且最终取得了铜牌的成绩。
2014年10月19日，仲川辉人在一次比赛中遭遇致命打击，赛后经过检查共有“右膝前十字韧带撕裂”、“大腿内侧侧副韧带断裂”和“右膝半月板损伤”等三处严重受伤的地方。长期不能参加比赛的状态一直延续到了2015年8月，那时已经在横滨水手注册加盟的他终于可以慢慢的进行一些恢复训练。
2016年5月25日，越过伤病难关最终实现复出的仲川辉人在横滨水手对阵新潟天鹅的比赛中打入了自己的职业生涯首球。
为了恢复全部的状态，他在2016年租借加入到了日乙的町田泽维亚，那一年，他交出了12场比赛3球的答卷。
第二年，他又被租借到了日乙的福冈黃蜂。2017年赛季，他代表福冈黃蜂出场了18场比赛，而且在在升级附加赛两轮比赛中都是先发出场。
通过两年间在日乙的修行，仲川也慢慢找回了感觉与状态，重新找到了在球场上的技术与速度。
2018年，重返横滨水手的仲川辉人全赛季作为替补选手仅仅首发出场19次便送上了9球2助攻的表现。本赛季他的表现更加出色，已然成为了横滨水手的绝对主力地位。
2019年5月3日在日职联赛第10轮，也是日本元号改为令和之后的首轮比赛。在横滨水手客场对阵广岛三箭的比赛中，仲川辉人在上半场34分钟接过马科斯·儒尼奥尔的直传球射门得手，打进了日职联赛在令和时代的第一球。
FC东京官方宣布，从横滨水手签下边锋仲川辉人。

## 國家隊生涯
仲川辉人首次入选日本国家足球队2019年东亚足球锦标赛大名单，他在对中国的东亚杯比赛中被列入了替补，在日本与香港的东亚杯比赛中迎来了国家队首秀。

## 獎項

### 球隊
橫濱水手
- 日本職業足球聯賽：2019年、2022年

### 個人
- 日本職業足球聯賽MVP：2019年
- 日本職業足球聯賽最佳射手：2019年
- 日本職業足球聯賽最佳陣容：2019年

## 外部連結
- Profile at YFM （页面存档备份，存于）
- 日本職業足球聯賽中的仲川輝人 （日語）
- Profile at Yokohama F. Marinos （页面存档备份，存于）
- Profile at Machida Zelvia
- 仲川輝人的X（前Twitter）
- 仲川輝人的Instagram帳戶
- Soccerway資料庫：仲川輝人